# 9834 Kirsanov
9834 Kirsanov è un asteroide della fascia principale. Scoperto nel 1982, presenta un'orbita caratterizzata da un semiasse maggiore pari a 3,0274645 UA e da un'eccentricità di 0,0805007, inclinata di 8,77657° rispetto all'eclittica.